# Aeroportul Ba'kelalan
Aeroportul Ba'kelalan (IATA: BKM, ICAO: WBGQ) este un aeroport din Sarawak, Malaysia ce deservește zona Ba'kelalan⁠(d). A fost numit după zona deservită.
Situat la o altitudine de 884 m, aeroportul dispune de o singură pistă. Este operat de Malaysia Airports⁠(d).